# مانتندون (پنسیلوانیا)
مانتندون (به انگلیسی: Montandon) یک منطقهٔ مسکونی در ایالات متحده آمریکا است که در شهرستان نورث‌آمبرلند، پنسیلوانیا واقع شده‌است. مانتندون ۹۰۳ نفر جمعیت دارد.